# Tibouchina trichopoda
Tibouchina trichopoda är en tvåhjärtbladig växtart som först beskrevs av Dc., och fick sitt nu gällande namn av Henri Ernest Baillon. Tibouchina trichopoda ingår i släktet Tibouchina och familjen Melastomataceae. Inga underarter finns listade i Catalogue of Life.

## Bildgalleri

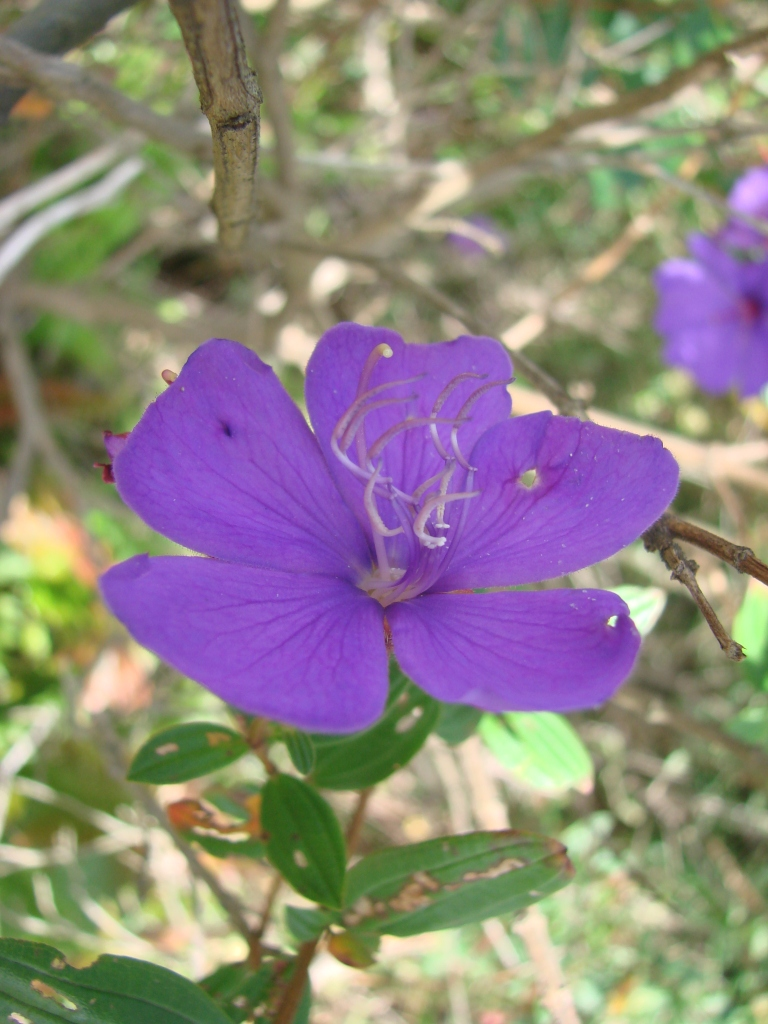
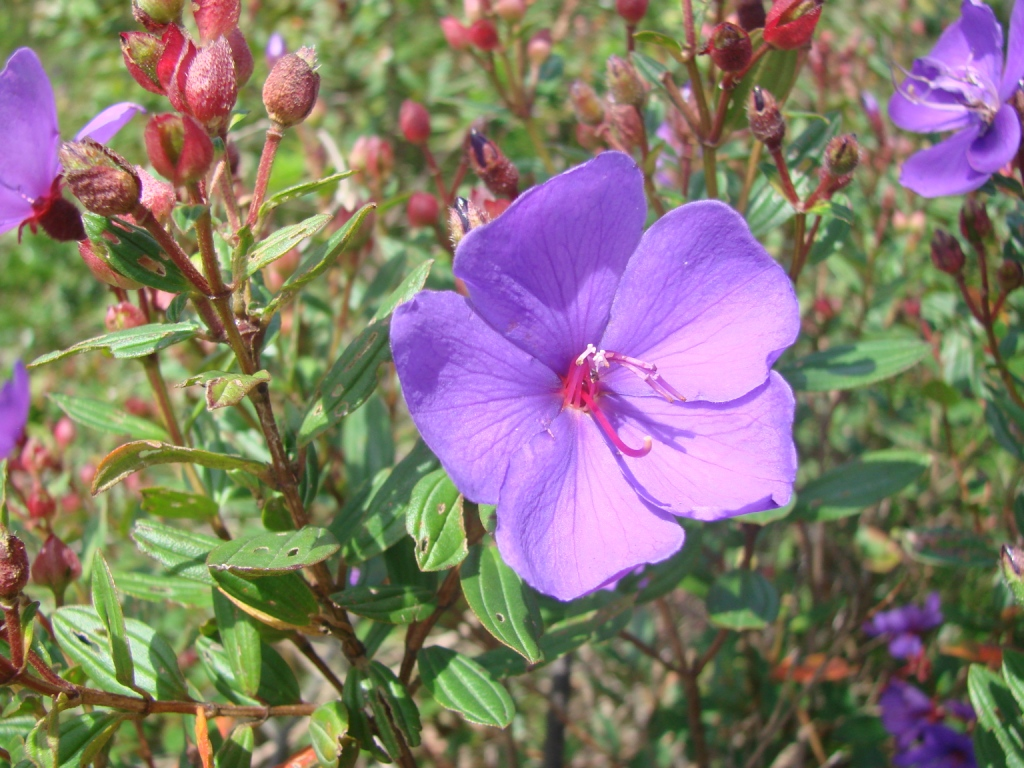
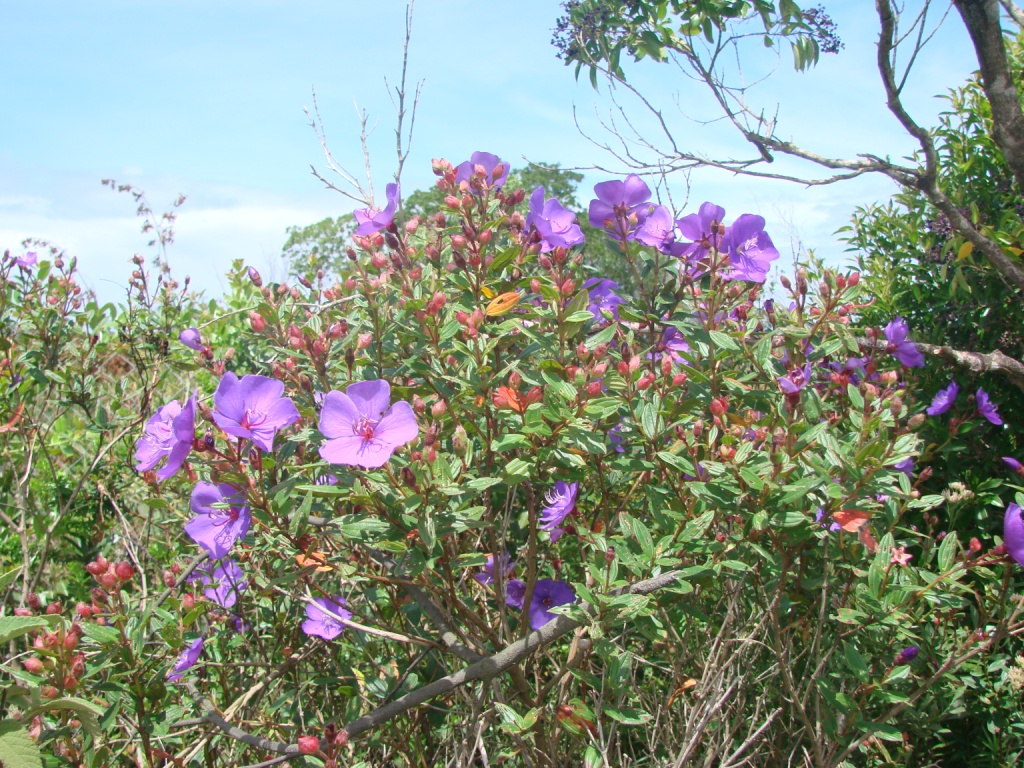